# Karmiravan
Karmiravan (in armeno Կարմրավան?) è un comune di 223 abitanti (2001) della provincia di Shirak in Armenia.